# کلاغ بوگن‌ویل
کلاغ بوگن‌ویل(نام علمی: Corvus meeki) نام یک گونه از سرده کلاغ است.